# Thage Lundström-Björn
Thage Lundström-Björn, egentligen Björn Tage Lundström, född 17 maj 1914 i Överluleå församling i Norrbottens län, död 31 december 1990 i Uppsala domkyrkoförsamling, var en svensk målare och skulptör.
Lundström-Björn studerade konst för Carl Magnus Lindqvist i Vännäs 1951 och vid Konstfackskolan i Stockholm 1953 samt för Sven Erixson 1959. Hans mest uppmärksammade period var på 1960- och 1970-talet när han arbetade med målningar där han blandade in sand i färgerna. Bland hans offentliga arbeten märks utsmyckningar för Finlands generalkonsulat i Göteborg och Pharmacia i Uppsala samt ett krucifix föreställande Jesus och Maria i trä för Samariterhemmets kyrka. Han utgav självbiografin Oäktingen 1978. Hans konst skildrar människor och deras liv under det hårda 1930-talet i en dragning mot naiv stil. Lundström-Björn är representerad i Carl XVI Gustafs konstsamling. Han är begravd på Vaksala kyrkogård utanför Uppsala.